# C/1983 H1 (IRAS-Araki-Alcock)
C/1983 H1 (IRAS-Araki-Alcock) (lub kometa IRAS-Araki-Alcock) – kometa długookresowa, którą można było obserwować w 1983 roku.

## Odkrycie komety

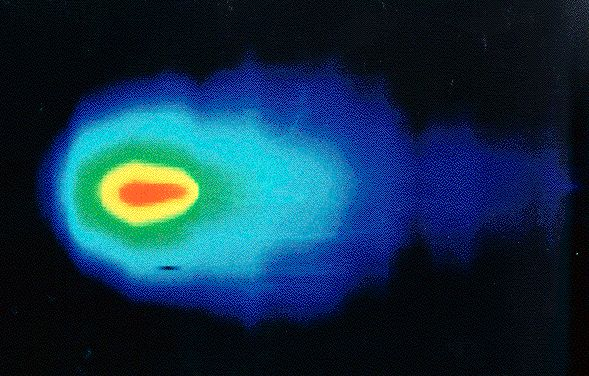
Kometa IRAS-Araki-Alcock w podczerwieni

Kometa została odkryta niezależnie przez 29-letniego nauczyciela japońskiego, Genichiego Arakiego, mieszkającego w Niigata, brytyjskiego astronoma amatora George Erica Deacona Alcocka oraz dzięki informacji od sztucznego satelity IRAS, krążącego od stycznia 1983 roku na orbicie okołoziemskiej.
W maju 1983 roku dwaj uczniowie szkół średnich w Krakowie odkryli kometę w pobliżu asteryzmu Wielkiego Wozu. Odkrycie zgłosili w Krakowskim Obserwatorium Astronomicznym Uniwersytetu Jagiellońskiego, które potwierdziło odkrycie i przesłało telegram do Międzynarodowego Centrum Rejestracji Odkryć w Kopenhadze. To zgłoszenie było jednak spóźnione.
W dniu 11 maja 1983 roku kometa przeleciała w odległości zaledwie 0,03117 au (4,66 mln km) od Ziemi. Bliżej w ciągu ostatnich pięciuset lat przeszła tylko kometa Lexella z roku 1770. Miesiąc wcześniej wybuchła, jaśniejąc kilkaset razy i osiągając maksimum blasku 4m. Prędkość lotu w pobliżu Ziemi wynosiła około 150 km/s. Przez kilka dni była widoczna nieuzbrojonym okiem.
22 marca 2016 roku bliżej, bo 3,54 mln km od Ziemi przeszła kometa P/2016 BA14 (PanSTARRS).

## Orbita komety
Kometa IRAS-Araki-Alcock porusza się po orbicie w kształcie bardzo wydłużonej elipsy o mimośrodzie 0,9899. Peryhelium znajduje się w odległości 0,991 au od Słońca, aphelium zaś 195 au od niego. Na jeden obieg wokół Słońca potrzebuje ok. 971 lat, nachylenie jej orbity do ekliptyki wynosi 73,25˚.
Kometa ta jest źródłem roju meteorów eta Lirydy.